# Birulatus
Birulatus es un género de escorpiones de la familia Buthidae descrito por Vachon en 1974.

## Especies
Los siguientes son los nombres científicos de las diferentes especies que componen el género Birulatus; a la derecha de estos están los apellidos de sus descubridores y el año en que fueron descubiertas.
B. astartiae, Stathi & Lourenço, 2003;
B. haasi, Vachon, 1974;
B. israelensis, Lourenço, 2002.
- Datos: Q2904573
- Especies: Birulatus